# Église Saint-André-de-Carabaisse de Tournon-d'Agenais
Pour les articles homonymes, voir Église Saint-André.
L'église Saint-André-de-Carabaisse est une église catholique située à Tournon-d'Agenais, en France.

## Localisation
L'église Saint-André-de-Carabaisse est située sur une motte, au lieu-dit Lamothe, sur le territoire de la commune de Tournon-d'Agenais, dans le département français de Lot-et-Garonne, .

## Historique

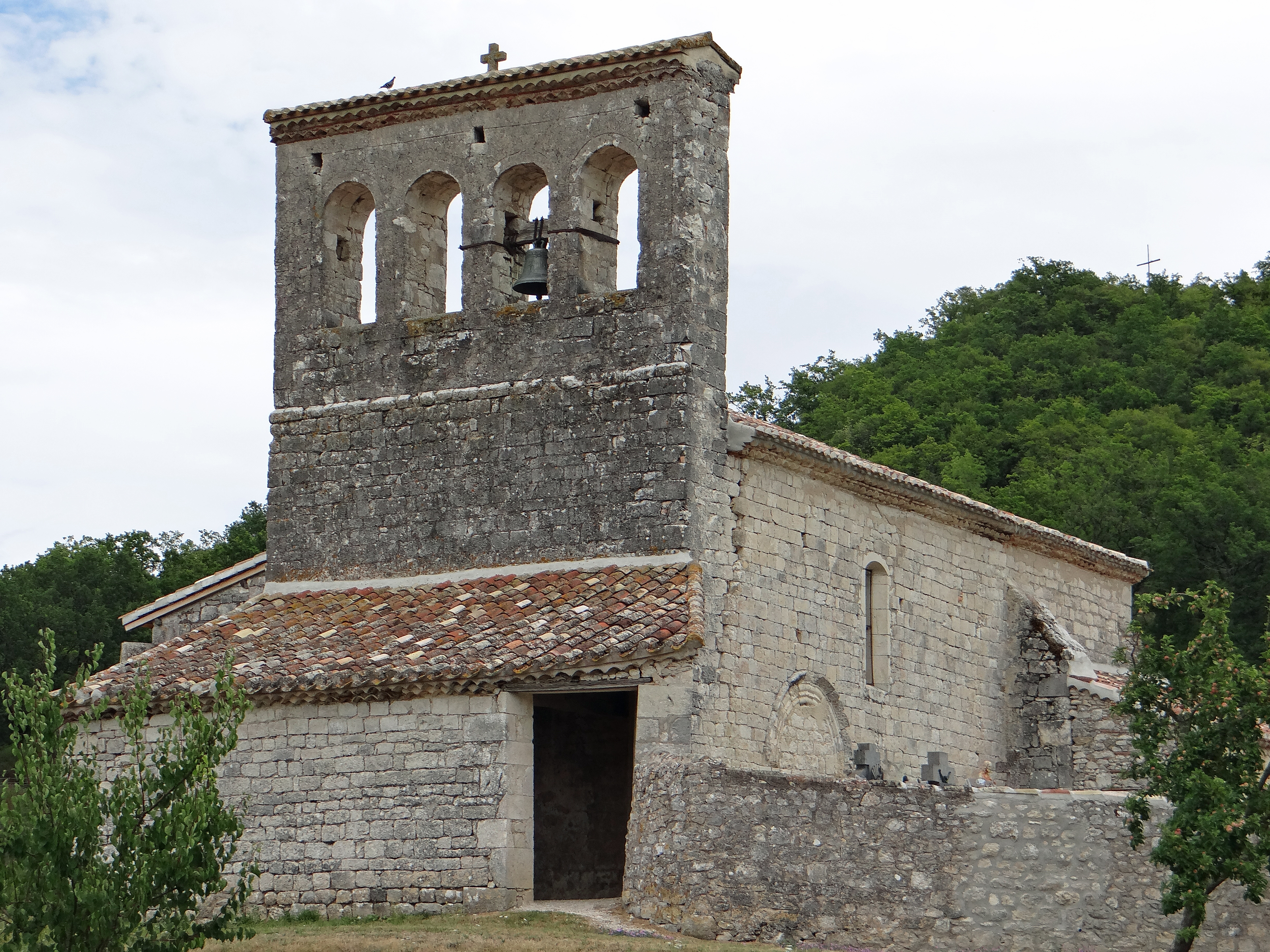
L'église

L'église Saint-André-de-Carabaisse se trouve à proximité du château de Lamothe-d’Anthé. La famille d'Anthé avait usurpé les dîmes des églises de Bourlens, Tourreil, Dausse, Saint-Léger, Saint-Félix et Saint-André-de-Carabaisse avant d'être menacés d'excommunication à la suite du concile du Latran de 1179. Ils ont alors rendus les dîmes usurpées aux évêques. La famille d'Anthé patronne l'église Saint-André-de-Carabaisse.
L'église est citée en 1179. C'est l'église principale de Tournon jusqu’à la Révolution. L'église Saint-Barthélemy de Tournon-d'Agenais, celles de Saint-Bazile à Tourreil et de Saint-Jean à Lucante (aujourd’hui disparue) sont ses annexes.
À l’époque romane, l’église se compose d’une nef rectangulaire avec un chœur terminé par une abside en hémicycle.
Le château de Lamothe d'Anthé a été transmis à la famille de Lustrac par mariage :
- Catherine d'Anthé est mariée à la fin du XIVe siècle avec Arnaud de Monréal, dit Bourret de Boville, qui ont eu une fille :
  - Alpays de Monréal de Boville, mariée à Jean de Durfort, seigneur de Laroque-Timbaut et de Gavaudun. Ils ont eu deux filles :
    - L'aînée, Jeanne de Durfort, s'est mariée vers 1430 avec Arnaud de Lustrac, dit Naudonnet  (vers 1395-1470). Il est devenu seigneur de Lamothe-d'Anthé après la mort d'Alpays de Monréal, le 3 septembre 1443.

À la fin du XVe siècle, la famille de Lustrac devient propriétaire du château de Lamothe-d’Anthé. Au sortir de la guerre de Cent Ans, l’église devait être en mauvais état. Elle est restaurée à l’initiative des Lustrac à partir de la fin du XVe siècle en commençant par reconstruire le chœur carré et le mur ouest. Le chœur est voûté sur croisées d’ogives. La voûte est décorée de peintures représentant le tétramorphe, les quatre vivants de la vision d'Ézéchiel assimilés aux évangélistes.
La nef romane avec son portail ouvrant au sud vers le cimetière sont conservés à partir de l’arc triomphal.
Antoine Ier de Lustrac (vers 1462-après 1507), marié en 1480 avec Catherine de Durfort, dame de Gouderville fait construire du côté de l'Évangile, au nord de l'église, la chapelle funéraire réservée à la famille de Lustrac. 
On après par le testament de Jeanne Franget, daté du 20 octobre 1577, veuve d'Adrien de Lustrac, demande à être enterrée près du tombeau de son mari et de son fils, Jacques de Lustrac, dans la chapelle des Lustrac de l'église Saint-André-de-Carabaisse si elle meurt à Lamothe.
En 1600, le château de Lamothe-d'Anthé appartenait à Jean de Beauville qui le vend à Renaud de Guiscard. Sa veuve, Sara de Fumel, l'a apporté en 1625 à son second mari, Gilbert de Carbonnières dont la famille l'a conservé jusqu'à la Révolution.
Comme le note dans son procès-verbal de visite Nicolas de Villars, le 18 juin 1601, l'église Saint-André-de-Carabaisse, dite aussi de Lamothe-d'Anthé, ne semble pas avoir été touchée pendant les guerres de religion.
Après sa visite du 13 avril 1682, l'évêque Jules Mascaron note que la chapelle des Lustrac appartient au sieur de Lamothe de La Capelle-Biron.
L'édifice est inscrit au titre des monuments historiques le 26 août 1994,.

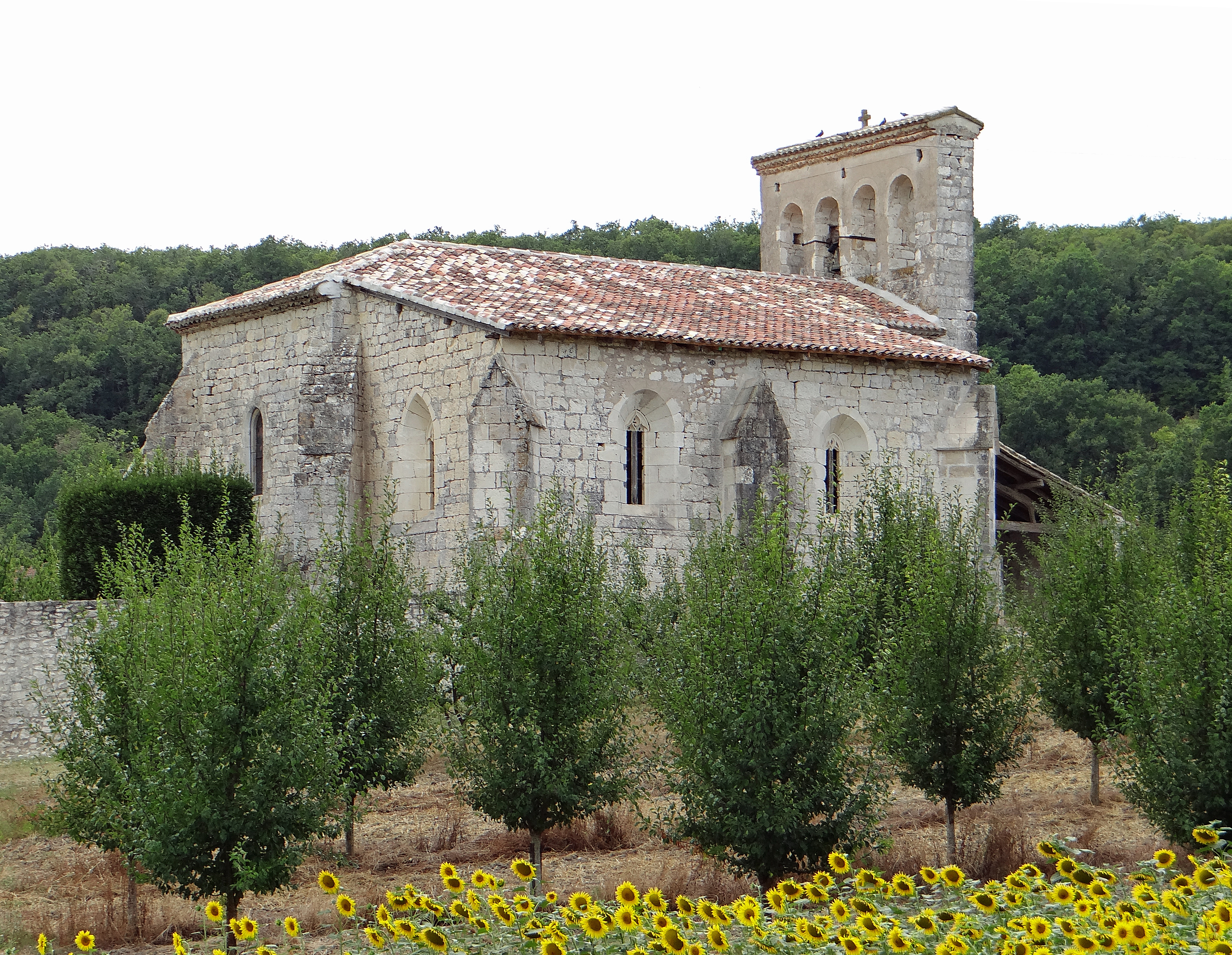
L'église côté nord. Chapelle de la famille de Lustrac
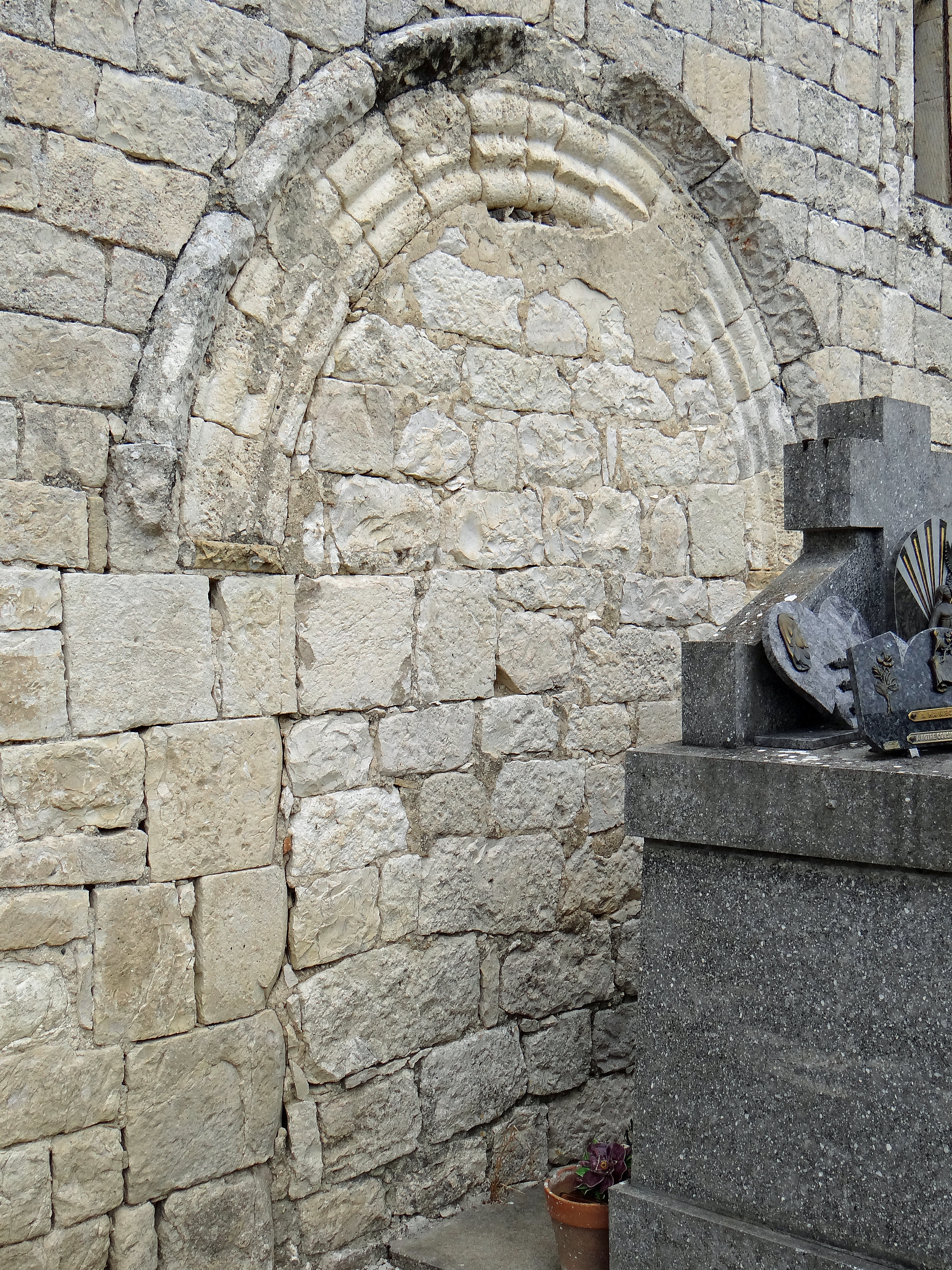
Portail roman muré
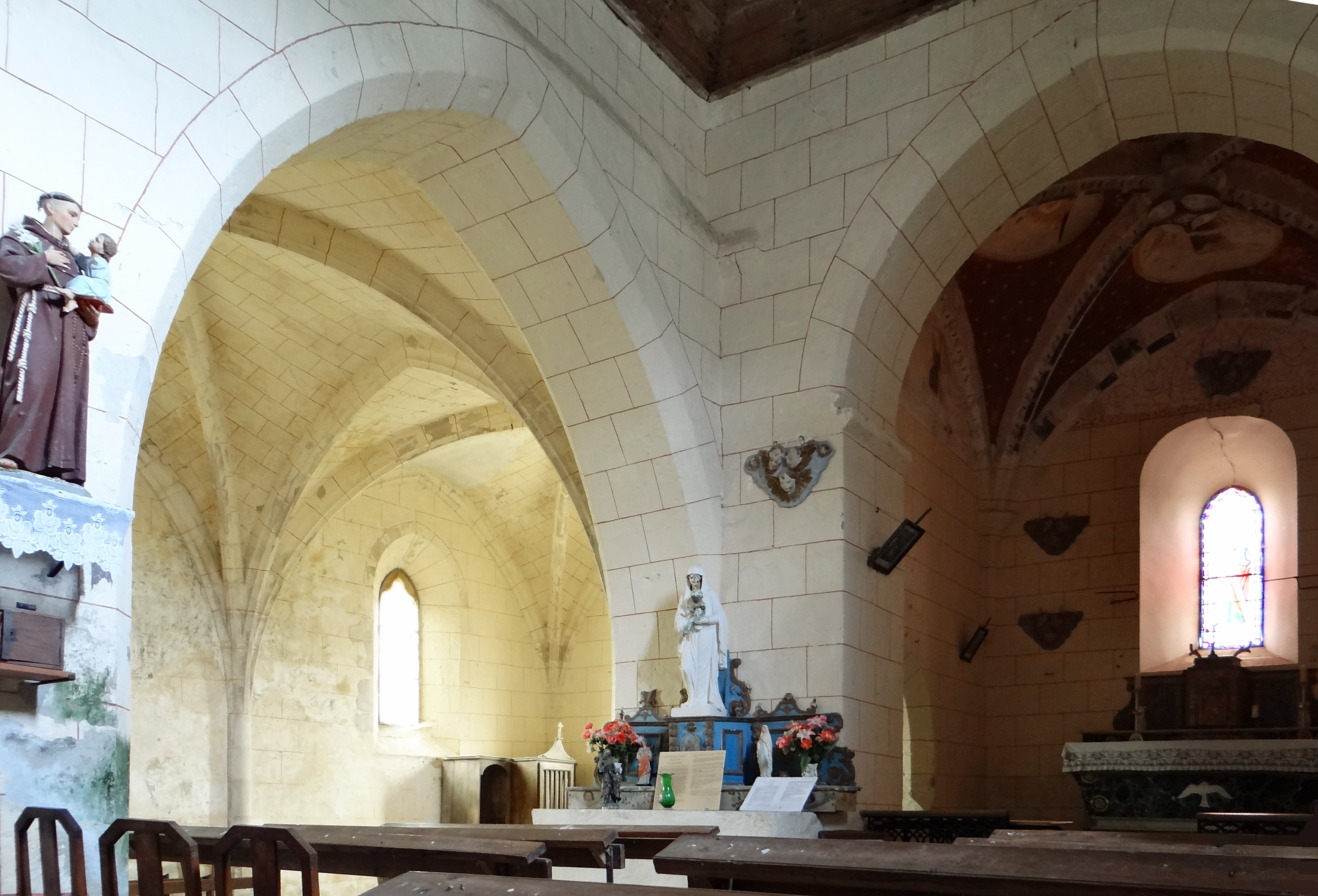
La nef et la chapelle de Lustrac
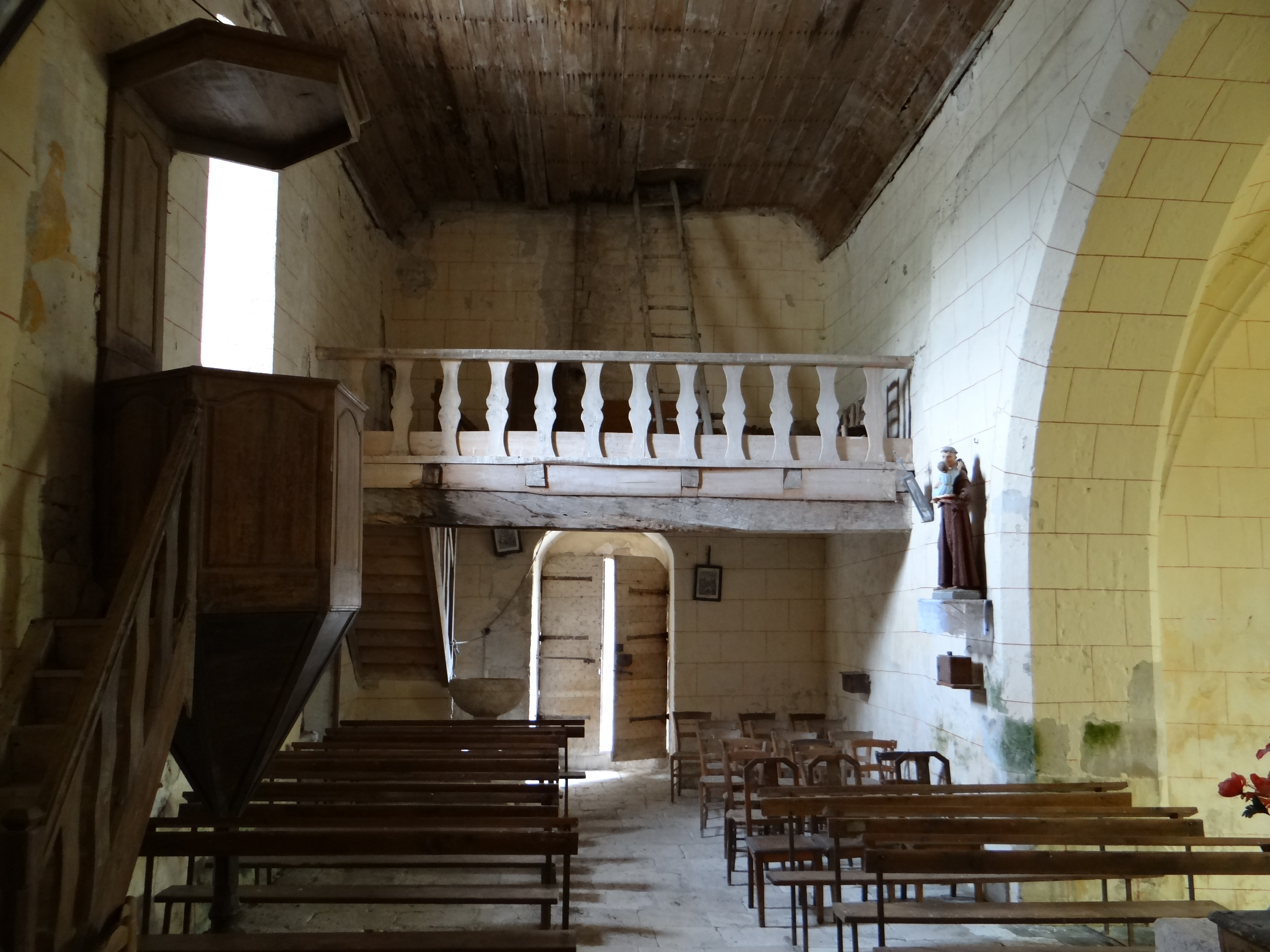
La nef et la tribune au-dessus de l'entrée
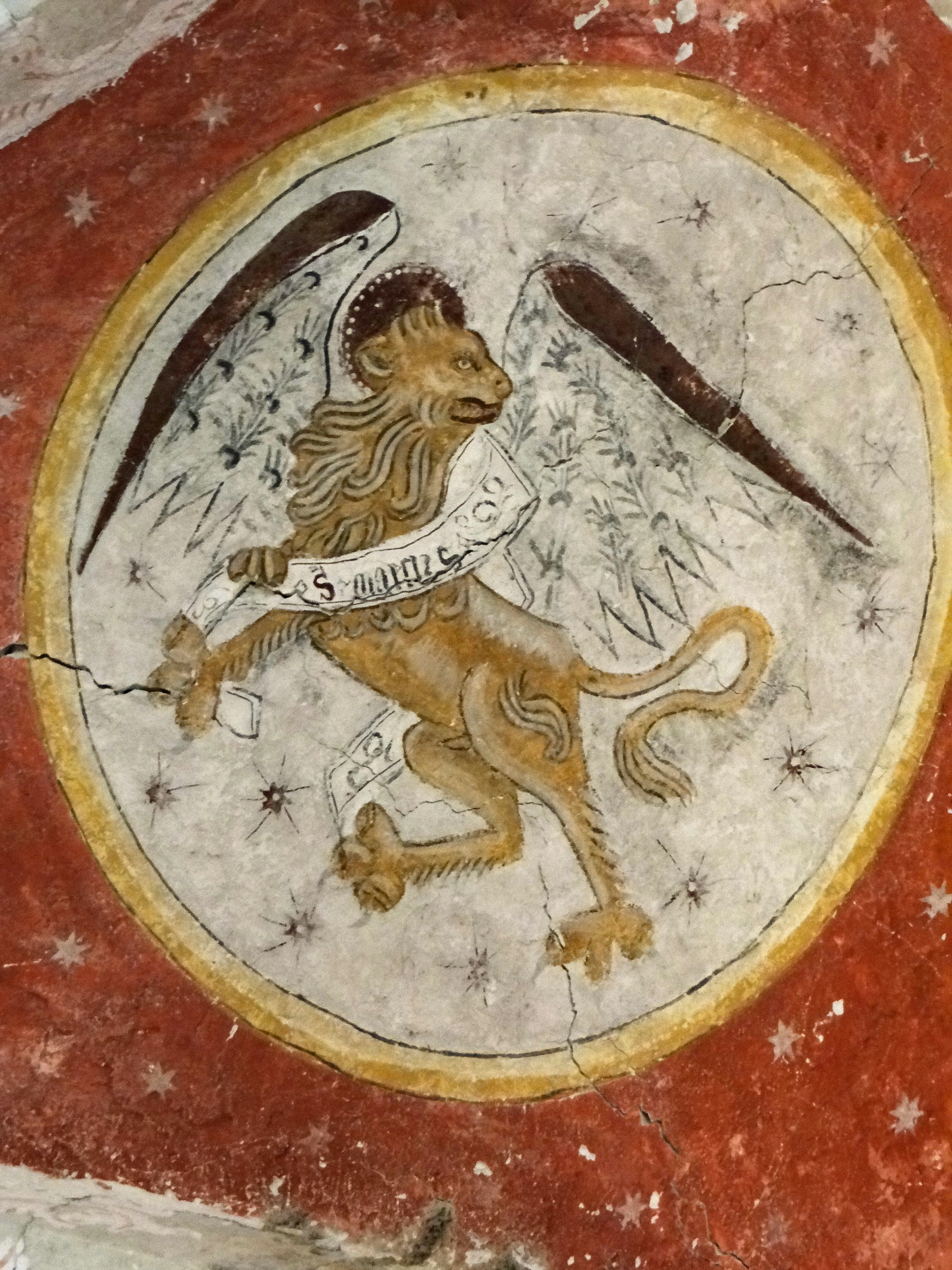
Tétramorphe: Le lion de saint Marc